# Lijst van bouwwerken op het Utrecht Science Park
Deze pagina geeft een overzicht van bouwwerken die te vinden zijn (en waren) op het Utrecht Science Park (voorheen De Uithof). Dit omvat alle gebouwen die aan straten liggen die verwijzen naar een internationale universiteit of aan de Universiteitsweg. 
De meeste gebouwen zijn in gebruik door de Universiteit van Utrecht, Hogeschool Utrecht, Universitair Medisch Centrum Utrecht, (commerciële) onderzoekscentra op het gebied van Life Sciences of als studentenhuisvesting. 

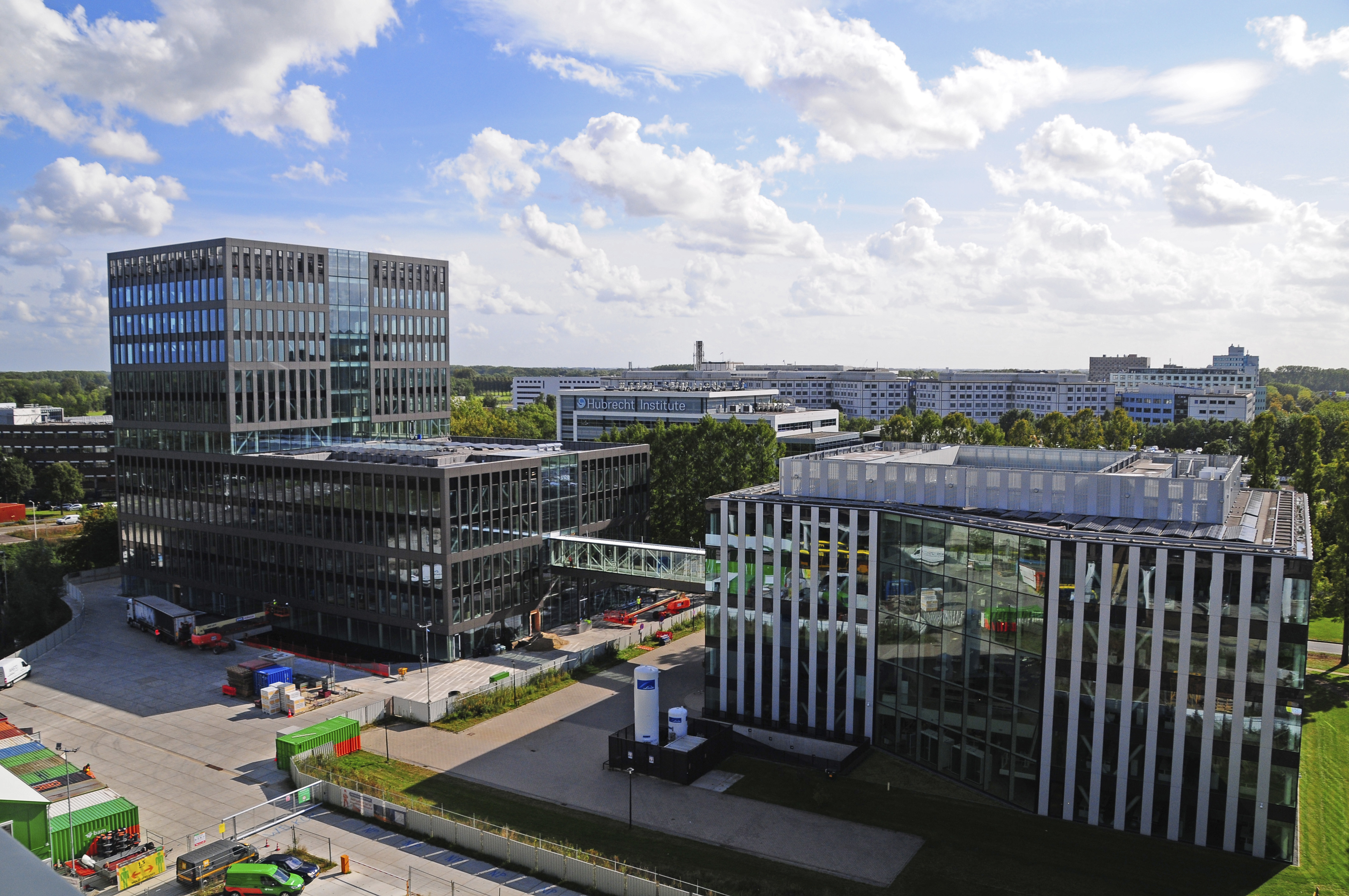
Het noordelijk deel van het Utrecht Science Park in 2021

## Gebouwen

### 1961-1979
| Naam                                                                      | Bouwjaar | Status          | Huidig gebruik | Architect | Afbeelding |
| ------------------------------------------------------------------------- | -------- | --------------- | --- | --- | ---------- |
| Marinus Ruppertgebouw Transitorium I, Trans I                             | 1964     | bestaand        | Algemeen onderwijsgebouw Universiteit Utrecht                                                                      | Sjoerd Wouda |            |
| Hubrecht Laboratorium Internationaal Embryologisch Instituut              | 1964     | bestaand        | Onderzoeksinstituut Koninklijke Nederlandse Akademie van Wetenschappen                                             | Sjoerd Wouda |            |
| Sterrentoren                                                              | ~1965    | bestaand        | buiten gebruik Universiteit Utrecht                                                                                | Sjoerd Wouda |            |
| Caroline Bleekergebouw                                                    | 1965     | bestaand        | Facilitair Service Centrum Instrumentele Groep Fysica Universiteit Utrecht                                         | Architectenbureau Van Hasselt en De Koning                                                                         |            |
| Earth Simulation Lab Utrecht voorheen Robert J. van de Graafflaboratorium | 1967     | bestaand        | Faculteit Geowetenschappen Universiteit Utrecht                                                                    | H. C. Stadlander en K.H. Tieleman Architectenbureau Van Hasselt en De Koning renovatie in 2017: Barcode Architects |            |
| Hans Freudenthalgebouw                                                    | 1967     | bestaand        | Faculteit Bètawetenschappen Universiteit Utrecht                                                                   | H. C. Stadlander en K.H. Tieleman Architectenbureau Van Hasselt en De Koning                                       |            |
| Stookhuizen I/II                                                          | 1968     | bestaand        | Energievoorziening                                                                                                 | Sjoerd Wouda |            |
| Willem C. van Unnikgebouw Transitorium II, Trans II                       | 1969     | bestaand        | in herontwikkeling Universiteit Utrecht                                                                            | Jan Lucas Lucas & Niemeijer                                                                                        |            |
| Leonard S. Ornsteinlaboratorium                                           | ~1969    | bestaand        | Faculteit Bètawetenschappen natuur- en sterrenkunde, scheikunde Debye Instituut Universiteit Utrecht               | Architectenbureau Van Hasselt en De Koning                                                                         |            |
| Hugo R. Kruytgebouw Transitorium III, Trans III                           | 1973     | bestaand        | Faculteit Bètawetenschappen Universiteit Utrecht                                                                   | H.L.M. Frantzen en T.A. Brouwer Groosman Partners                                                                  |            |
| Androclusgebouw                                                           | 1973     | bestaand        | Faculteit Diergeneeskunde Universiteit Utrecht                                                                     | H.L.M. Frantzen en T.A. Brouwer Groosman Partners                                                                  |            |
| F.A.F.C. Wentgebouw                                                       | 1974     | gesloopt (2015) | Faculteit Tandheelkunde na 1990: Farmacie, Biologie, Scheikunde Universiteit Utrecht                               | G.J. van der Grinten en Teun Koolhaas Environmental Design (ED)                                                    |            |
| Buys Ballotgebouw                                                         | 1974     | bestaand        | Faculteit Bètawetenschappen natuur- en sterrenkunde, Instituut voor Theoretische Fysica (ITF) Universiteit Utrecht | Bureau Haskoning                                                                                                   |            |
| Gebouw Aardwetenschappen                                                  | 1979     | transformatie   | Faculteit Geowetenschappen Universiteit Utrecht                                                                    | Bureau Haskoning                                                                                                   |            |

### 1980-1999
| Naam                                           | Bouwjaar                   | Status                      | Huidig gebruik                                                                                     | Architect                                                | Afbeelding |
| ---------------------------------------------- | -------------------------- | --------------------------- | -------------------------------------------------------------------------------------------------- | -------------------------------------------------------- | ---------- |
| Martinus J. Langeveldgebouw Centrumgebouw Zuid | 1980                       | bestaand                    | Faculteit Sociale Wetenschappen Universiteit Utrecht                                               | Architectenbureau Wouda                                  |            |
| Sjoerd Groenmangebouw Centrumgebouw Noord      | 1980                       | bestaand                    | Faculteit Sociale Wetenschappen Universiteit Utrecht                                               | Architectenbureau Wouda                                  |            |
| Bestuursgebouw                                 | 1984                       | bestaand                    | Kantoren / Faculteit Geesteswetenschappen Universiteit Utrecht                                     | Frans van der Seyp, P. Laman Werkgroep Kokon Architecten |            |
| Nieuw Gildestein                               | 1987                       | bestaand                    | Gemeenschappelijk Dierenlaboratorium Faculteit Diergeneeskunde Universiteit Utrecht                |                                                          |            |
| Hoofdgebouw Academisch Ziekenhuis Utrecht      | 1989                       | bestaand                    | Academisch Ziekenhuis Universitair Medisch Centrum Utrecht                                         | EGM architecten                                          |            |
| Bolognalaan 101                                | 1989                       | bestaand                    | HU GEZOND&WEL centrum Hogeschool Utrecht Onderwijsruimten diverse faculteiten Universiteit Utrecht |                                                          |            |
| FSB-onderwijscentrum                           | 1990                       | gesloopt (2014)             | Laboratoriumgebouw Universiteit Utrecht                                                            | Mart van Schijndel                                       |            |
| Ethologiestation                               | 1991                       | gesloopt (tussen 2009-2014) | Ethologisch onderzoekscentrum / primatenverblijven Universiteit Utrecht                            | Mart van Schijndel                                       |            |
| Matthias van Geunsgebouw                       | 1993                       | bestaand                    | Bedrijfsverzamelgebouw Universiteit Utrecht                                                        | Van Boekholt                                             |            |
| Stratenum                                      | 1994 (uitbreiding in 1998) | bestaand                    | Onderzoeksgebouw Academisch Ziekenhuis Universitair Medisch Centrum Utrecht                        | Jeanne Dekkers EGM architecten                           |            |
| Sportcentrum Olympos                           | 1995                       | bestaand                    | sportcomplex                                                                                       |                                                          |            |
| Educatorium                                    | 1995                       | bestaand                    | Onderwijsgebouw Universiteit Utrecht                                                               | Rem Koolhaas Office for Metropolitan Architecture        |            |
| Padualaan 101                                  | 1995                       | bestaand                    | Instituten Recht en Maatschappij Hogeschool Utrecht                                                | Mecanoo                                                  |            |
| Padualaan 99                                   | 1997                       | bestaand                    | Instituten Engineering en Design Hogeschool Utrecht                                                | AGS Architects                                           |            |
| Heidelberglaan 7                               | 1997                       | bestaand                    | Instituten Gezondheidszorg en Life sciences and Chemistry Hogeschool Utrecht                       | Jeanne Dekkers EGM architecten                           |            |
| Minnaertgebouw                                 | 1997                       | bestaand                    | Faculteit Faculteit Bètawetenschappen natuur- en sterrenkunde Universiteit Utrecht                 | Neutelings Riedijk Architecten                           |            |
| Wilhelmina Kinderziekenhuis                    | 1999                       | bestaand                    | Kinderziekenhuis Universitair Medisch Centrum Utrecht                                              | EGM architecten                                          |            |
| Ronald McDonaldhuis                            | 1999                       | bestaand                    | Gastenverblijven kinderziekenhuis                                                                  | Bosch & Haslett                                          |            |
| Studentencomplex Cambridgelaan                 | 1999                       | bestaand                    | Studentenhuisvesting SSHU                                                                          | Rudy Uytenhaak                                           |            |

### 2000-2019
| Naam                                                                          | Bouwjaar                   | Status   | Huidig gebruik                                                                             | Architect                            | Afbeelding |
| ----------------------------------------------------------------------------- | -------------------------- | -------- | ------------------------------------------------------------------------------------------ | ------------------------------------ | ---------- |
| Hubrecht Institute (bouwdeel D)                                               | 2000                       | bestaand | Onderzoeksinstituut Koninklijke Nederlandse Akademie van Wetenschappen                     |                                      |            |
| Nicolaas Bloembergengebouw                                                    | 2001                       | bestaand | NMR-laboratorium Faculteit Bètawetenschappen Universiteit Utrecht                          | UNStudio                             |            |
| TNO locatie Utrecht                                                           | 2002                       | bestaand | Onderzoeksinstituut TNO                                                                    | Jan Hoogstad                         |            |
| Basketbar                                                                     | 2003                       | bestaand | Bar, basketbalveld                                                                         | NL Architects                        |            |
| Alexander Numangebouw                                                         | 2003                       | bestaand | Bedrijfsverzamelgebouw                                                                     | Jemina de Brauwere AAArchitecten     |            |
| Kinderdagverblijf De Kleine Kikker Partou Kinderopvang                        | 2003                       | bestaand | kinderdagverblijf                                                                          | Architectenbureau Drost + van Veen   |            |
| Universiteitsbibliotheek Utrecht                                              | 2004                       | bestaand | Universiteitsbibliotheek                                                                   | Wiel Arets Architects & Associates   |            |
| Spacebox units La Capanna                                                     | 2004                       | gesloopt | tijdelijke studentenhuisvesting                                                            | Architectenbureau De Vijf            |            |
| Hijmans van den Berghgebouw                                                   | 2005                       | bestaand | Onderwijsgebouw Universitair Medisch Centrum Utrecht                                       | Erick van Egeraat                    |            |
| Energiecentrale                                                               | 2005                       | bestaand | Energievoorziening                                                                         | Liesbeth van der Pol Dok architecten |            |
| De Bisschoppen                                                                | 2007                       | bestaand | Studentenhuisvesting SSHU                                                                  | Köther Salman Koedijk Architecten    |            |
| Padualaan 97                                                                  | 2007                       | bestaand | Instituten voor onderwijs en opvoeding Hogeschool Utrecht                                  | Ector Hoogstad Architecten           |            |
| Casa Confetti                                                                 | 2008                       | bestaand | Studentenhuisvesting SSHU                                                                  | Architectenbureau Marlies Rohmer     |            |
| Jeannette Donker-Voetgebouw                                                   | 2008                       | bestaand | Faculteit Diergeneeskunde Universiteit Utrecht                                             |                                      |            |
| David de Wiedgebouw                                                           | 2011                       | bestaand | Faculteit Bètawetenschappen Farmaceutische wetenschappen & Scheikunde Universiteit Utrecht | Herman Hertzberger                   |            |
| Nutricia Research                                                             | 2013                       | bestaand | Research & Development Danone                                                              | Architectenbureau Cepezed            |            |
| Hubrecht Institute (bouwdeel E)                                               | 2013                       | bestaand | Onderzoeksinstituut Koninklijke Nederlandse Akademie van Wetenschappen                     | OPL Architecten                      |            |
| P+R De Uithof                                                                 | 2013                       | bestaand | Parkeergarage, tramhalte                                                                   | KCAP en studioSK                     |            |
| Vening Meineszgebouw B GML-gebouw                                             | 2014                       | bestaand | Gemeenschappelijk Laboratorium Universiteit Utrecht                                        | RAU architecten                      |            |
| Victor J. Koningsbergergebouw                                                 | 2015                       | bestaand | Faculteit Bètawetenschappen natuur- en sterrenkunde Universiteit Utrecht                   | Ector Hoogstad Architecten           |            |
| Studentencomplex Johanna                                                      | 2015                       | bestaand | Studentenhuisvesting SSHU                                                                  | Onix architecten                     |            |
| Life Sciences Incubator                                                       | 2015                       | bestaand | Bedrijfsverzamelgebouw                                                                     | Mecanoo                              |            |
| Westerdijk Fungal Biodiversity Institute Centraalbureau voor Schimmelcultures | 2017                       | bestaand | Laboratoriumgebouw KNAW                                                                    | AAArchitecten                        |            |
| Vening Meineszgebouw A Geo                                                    | 2018                       | bestaand | Faculteit Geoweterschappen Universiteit Utrecht                                            | Inbo Rotterdam                       |            |
| Prinses Máxima Centrum voor Kinderoncologie                                   | 2018 (uitbreiding in 2022) | bestaand | Ziekenhuis en onderzoekscentrum                                                            | LIAG architecten                     |            |
| Genmab                                                                        | 2018                       | bestaand | laboratoria, kantoren genmab                                                               | Architectenbureau Cepezed            |            |
| Hogeschool Utrecht HL15                                                       | 2018                       | bestaand | Instituten voor economie, management, communicatie, ICT en media Hogeschool Utrecht        | Schmidt Hammer Larssen               |            |

### 2020-heden
| Naam                                           | Bouwjaar | Status     | Huidig gebruik                                                                           | Architect                                      | Afbeelding |
| ---------------------------------------------- | -------- | ---------- | ---------------------------------------------------------------------------------------- | ---------------------------------------------- | ---------- |
| Campus USP 030                                 | 2020     | bestaand   | Studentenhuisvesting SSHU                                                                | Van Wilsem Van Loon architectuur en stedenbouw |            |
| Accelerator                                    | 2022     | bestaand   | Bedrijfsverzamelgebouw Kadans Science Partner                                            | Architectenbureau Cepezed                      |            |
| Netherlands Plant-Ecophenotyping Centre (NPEC) | 2023     | bestaand   | onderzoeksgebouw Universiteit Utrecht                                                    |                                                |            |
| High Five                                      | 2025     | in aanbouw | Studentenhuisvesting SSHU                                                                | OZ                                             |            |
| Plus Ultra                                     | 2025     | in aanbouw | Bedrijfsverzamelgebouw Kadans Science Partner                                            | Architectenbureau Cepezed                      |            |
| RIVM/CBG-gebouw                                | 2025     | in aanbouw | Rijksinstituut voor Volksgezondheid en Milieu College ter Beoordeling van Geneesmiddelen | Felix Claus Dick van Wageningen architecten    |            |

## Externe Links
- http://www.ruutvanrossen.nl/DeUithof.html Website van voormalig Hoofd Campusbeheer Ruut van Rossen over de historie van de Utrechtse universiteitscampus en haar architectuur